# Lisa Wich
Lisa Wich (* 30. Oktober 1990) ist eine deutsche Fußballspielerin.

## Karriere
Wich begann in Goldkronach im Stadtteil Nemmersdorf im Landkreis Bayreuth beim dort ansässigen Mehrspartensportverein ASV Nemmersdorf mit dem Fußballspielen. Im weiteren Verlauf spielte sie bis Saisonende 2007/08 für den Bayreuther Stadtteilverein ASV Oberpreuschwitz.
Im Seniorinnenbereich gehörte sie dem TSV Crailsheim an, für den sie von 2008 bis 2021 – mit einer halbjährigen Pause (Hinrunde 2012/13) –  in drei Spielklassen zu Einsätzen kam. Sie begann zunächst in der Bundesliga, in der sie 17 Punktspiele bestritt. Ihr Debüt gab sie 7. September 2008 (1. Spieltag) bei der 0:3-Niederlage im Heimspiel gegen den SC Freiburg. Ihr erstes von drei Saisontoren erzielte sie am 8. März 2009 (13. Spieltag) beim 2:2 im Heimspiel gegen den Herforder SV mit dem Treffer zum 1:1 in der 59. Minute.
Von 2009 bis 2017 spielte sie abstiegsbedingt in der Gruppe Süd der seinerzeit zweigleisigen 2. Bundesliga; in 121 Zweitligaspielen gelangen ihr 36 Tore. Von 2017 bis 2021 erzielte sie elf Tore in 52 Punktspielen in der drittklassigen Regionalliga Süd. Während ihrer Vereinszugehörigkeit wurde sie auch in zwölf Spielen des DFB-Pokalwettbewerbs eingesetzt, in denen sie sieben Tore erzielte.
Seit der Saison 2021/22 spielt sie für den SV 67 Weinberg in der 2. Bundesliga.